# マンハッタン交響曲
マンハッタン交響曲（Manhattan Symphony）は、セルジュ・ランサンが作曲した交響曲。

## 概要
作曲者ランサンのパリ音楽院時代からの友人であったデジレ・ドンデイヌが、パリ警視庁吹奏楽団の指揮者に就任するにあたり、吹奏楽のレパートリー充実のためランサンに作品を委嘱した。1961年から1962年にかけて作曲され、吹奏楽編成へのオーケストレーションは、委嘱者ドンデイヌによって行われた。
初演は、1962年4月29日、フランス・アルジャンタンにて、デジレ・ドンデイヌの指揮、パリ警視庁吹奏楽団の演奏による。
演奏時間は、18分13秒。連続して演奏される全5楽章構成の楽曲であり、各楽章は概ね2分台から4分程度の演奏時間となっている。
楽曲は、ランサンが訪れたニューヨークの印象を描いており、ガーシュウィンの「パリのアメリカ人」の逆バージョンと言える。
1964年にオランダのケルクラーデで行われた世界音楽コンクールの最上級部門の課題曲に選ばれた。

## 編成
| 木管 | 木管                        | 金管  | 金管            | 弦・打 | 弦・打                                              |
| ---- | --------------------------- | ----- | --------------- | ------ | --------------------------------------------------- |
| Fl.  | 2, Picc.                    | Crnt. | 2, Tp. 3, Flh.2 | Cb.    | 1                                                   |
| Ob.  | 2, C.A.                     | Hr.   | 3               | Timp.  | ●                                                   |
| Fg.  | 2                           | Tbn.  | 3               | 他     | B.D., S.D., Cym., Tam-t., W.B., Tri., Glock., Xylo. |
| Cl.  | Solo 2 + 4部, Bass          | Bar.  | 2, Eup.         | 他     | B.D., S.D., Cym., Tam-t., W.B., Tri., Glock., Xylo. |
| Sax. | Alt. 2 Ten. 1 Bar. 1 Bass 1 | Tub.  | 2               | 他     | B.D., S.D., Cym., Tam-t., W.B., Tri., Glock., Xylo. |

## 出版
1964年、オランダのモレナール（Molenaar B.V.）から出版。

## 構成
第1楽章 マンハッタンに到着（Arrivée à Manhattan）
Moderato Maestoso、4/4拍子

第2楽章 セントラル・パーク（Le Central Park）
Allegro Moderato、4/4拍子

第3楽章 ハーレム（Harlem）
Andante、3/4拍子

第4楽章 ブロードウェイ（Broadway）
Allegro Vivo、2/2拍子

第5楽章 ロックフェラー・ビルディング（Le Rockefeller Building）
Moderato Maestoso、4/4拍子